# Karl Rock
Karl Rock ist ein aus Auckland in Neuseeland stammender Webvideoproduzent und Autor. Er ist vor allem aufgrund seines über die Videoplattform YouTube betriebenen Kanals bekannt, in dem er seine Reisen durch Südasien dokumentiert und Sicherheitsratschläge für Individualreisende gibt.
Häufigstes Thema seiner Videobeiträge sind Betrugsmaschen gegenüber Individualreisenden in Indien sowie aus Indien heraus vollzogener Betrug mit falschem Techniksupport. Weiterhin berichtet er über das Leben und den Alltag in Indien, aber auch dessen Nachbarländer Pakistan und Bangladesch. Rock ist mit einer Inderin verheiratet und lebt dauerhaft in Delhi.
Während eines Aufenthalts in Dubai wurde Rocks Visum für Indien vor der geplanten Rückreise nach Delhi seinen Angaben nach ohne Begründung annulliert. Seitens der indischen Behörden wurde bestätigt, dass er für ein Jahr nicht nach Indien einreisen dürfe, da er mehrere Gesetze gebrochen habe. Unter anderem wird er beschuldigt, für Ausländer nicht zugängliche Regionen bereist zu haben sowie unternehmerisch tätig gewesen zu sein, obwohl dies gemäß seinem Visum nicht erlaubt sei. Weiterhin habe er darüber nicht die Behörden informiert und keine Steuern für seine Erträge gezahlt.

## Veröffentlichungen
- Karl Rock: India Survival Guide, QSSG 2017, ISBN 978-1-5209-5350-2